# ロバート・モーラン
ロバート・モーラン（英語: Robert Moran, - 1996年10月7日）は、アメリカ合衆国ミネソタ州ミネアポリス出身のアイスホッケー選手。ポジションはディフェンス。日本アイスホッケーリーグでプレーした最初の外国人選手で、第1回日本アイスホッケーリーグより西武鉄道アイスホッケー部でプレー、コーチも兼任した。現役を引退した後は経営コンサルタントとなっている。

## 経歴
アイスホッケーの他に野球や他のスポーツもしていた。高校時代はゴールテンダーを務め、3年次には州の3位となっている。1947年に高校を卒業、ミネソタ大学で1948年から1951年までプレーした。
西武鉄道アイスホッケー部でプレーし、帰国する際に堤義明から日系人二世のアイスホッケー選手を紹介してくれるよう頼まれ、メル若林、ハーブ若林兄弟が来日することとなった。
グルノーブルオリンピック、札幌オリンピック出場したアイスホッケー日本代表のコーチ、アドバイサーを務めた。
1996年10月7日に66歳で亡くなった。